# Оганян, Нарек Ашотович
Наре́к Ашотович Оганян (арм. Նարեկ Օհանյան; род. 16 мая 1997 год, Армения) — армянский, а впоследствии российский борец классического стиля. Бронзовый призёр чемпионата Европы 2024 года. Двукратный чемпион России. Мастер спорта международного класса.

## Биография
Родился в селе Айгеовит Тавушской области Республики Армении, в 10 лет начал заниматься вольной борьбой, затем переехал в Пензу (Россия) и в 12 лет начал тренироваться в секции греко-римской борьбы  в СДЮШОР «Витязь», под руководством Дениса Скакалина и Алексея Ларионова. В 2014 году переехал в Воронеж и начал представлять Воронежскую область на всероссийских турнирах и чемпионатах, а также Свердловскую область.

## Спортивная биография

### 2012
В ноябре стал вторым на первенстве Росси среди кадетов. В декабре стал финалистом Пензенской области среди кадетов в Кузнецке в весе до 60 кг.

### 2013
В мае стал вторым на Приволжском федеральном округе в Саранске и отобрался на четвертую Летнюю Спартакиаду учащихся России. В ноябре попробовал себя на турнире по борьбе на поясах, который прошел в селе Средняя Елюзань (Пензенская область) в весовой категории до 70 кг, где Нарек стал первым.

### 2014
В мая как член сборной России стал участником первенства мира среди кадетов в Болгарии, но не дошёл до призового места.

### 2015
В октябре стал призёром турнира памяти Никифорова во Владимире, в декабре выиграл гран-при Хапаранда (Швеция) в весе до 66 кг.

### 2016
В мае на чемпионате России среди студентов выиграл первое место в весе до 71 кг. В ноябре выиграл международный турнир "Кубок Вантаа" в Финляндии.

### 2017
В январе стал бронзовым призёром гран-при Ивана Поддубного в Москве, в мае стал вторым на международном турнире памяти Мухрана Вахтангадзе в Батуми, Грузия. На первенстве Европы среди юниоров в Дортмунде (Германия) пришёл первым, одолев в финале украинца Эльмара Нуралиева. В конце года в составе сборной России выиграл Кубок европейских наций - Кубoк Алроса в Москве.

### 2018
В апреле на чемпионате России до 23 лет стал чемпионом, выиграв в финале Егора Депцова из Мордовии в весовой категории до 72 кг. В июне финишировал третьим на чемпионате Европы среди борцов до 23 лет. В ноябре на чемпионате мира до 23 лет в Румынии стал лишь пятым.

### 2019
В апреле во второй раз стал чемпионом России до 23 лет. В июле стал финалистом международного турнира памяти Олега Караваева в Республике Беларусь.

### 2020
В октябре выиграл кубок России. В конце года стал участником индивидуального Кубка мира в Сербии, но выбыл из гонки в первом круге.

### 2022
В феврале на взрослом Чемпионате России стал обладателем бронзовой медали. В августе на Спартакиаде сильнейших в Казани стал финалистом, уступив Арслану Зубаирову из Дагестана. В октябре стал победителем второго этапа турнира Лиги Поддубного в Москве.

### 2023
Годом позже, уже на Чемпионате России, который проходил в Уфе Нарек стал чемпионом страны, взяв реванш в полуфинале у Арслана Зубаирова и одолев в финале Артёма Манасова из Тверской Области. В сентябре был отобран в состав сборной России на чемпионат мира 2023 в Белграде (Сербия).

### 2024
В январе стал во второй раз чемпионой страны, одолев в финале Екатеринбуржца Алена Мирзояна.  В феврале 2024 года стал бронзовым медалистом чемпионата Европы в Бухаресте (Румыния). В июне стал чемпионом Спортивных игр БРИКС.

## Спортивные достижения
Национальный уровень
- 2014 Первенство России среди кадетов — ;
- 2016 Чемпионат России среди студентов — ;
- 2017 Первенство России среди юниоров — ;
- 2018 Чемпионат России до 23 лет — ;
- 2019 Чемпионат России до 23 лет — ;
- 2020 Кубок России — ;
- 2022 Всероссийская спартакиада — ;
- 2022 Чемпионат России — ;
- 2023, 2024  Чемпионат России — ;

Международный уровень
- 2017 Первенство Европы среди юниоров — ;
- 2018 Чемпионат Европы до 23 лет — ;
- 2024 Чемпионат Европы — ;
- 2024 Спортивные игры БРИКС — ;

## Личная жизнь
Нарек является студентом Воронежского государственного технического университета. Его любыми борцами являются Арсен Джулфалакян и Роман Власов.